# 레 소종
레 소종(베트남어: Lê Chiêu Tông / 黎昭宗, 1506년 10월 19일(음력 10월 4일) ~ 1527년 1월 19일(음력 1526년 12월 18일))은 대월 후 레 왕조의 제10대 황제(재위: 1516년 ~ 1522년)이다. 성명은 레이(베트남어: Lê Y / 黎椅 여의)이다. 절일은 의천성절(儀天聖節)이다.

## 생애
장정왕(莊定王) 레숭과 찐티로안(鄭氏鸞) 사이에서 태어났다.
1516년, 레 양익제가 찐주이산에게 살해되었고, 찐주이산은 레꽝찌를 옹립하고자 하였다. 무좌후(武佐侯) 풍마이(馮邁)가 소종을 옹립해야 한다는 의견을 내자 찐주이산은 그를 살해한 뒤 레꽝찌를 옹립하였다. 그러나 오래지 않아 레꽝찌가 찐주이산의 형인 찐주이다이에게 납치되어 서도(西都) 청화(淸化)로 간 뒤 며칠 뒤에 살해되었다. 그런데 양익제가 살해되었다는 사실이 안화후(安和侯) 응우옌호앙주의 귀에 들어가자 응우옌호앙주는 병사를 일으켜 동도(東都) 탕롱을 공격하였다. 찐주이산은 어쩔 수 없이 소종을 옹립하였고, 꽝티에우로 개원하였다. 이후 찐주이산은 소종을 데리고 타인호아로 물러났다.
농민 봉기군의 수령인 쩐까오가 탕롱이 비었다는 사실을 알아채고 군사를 거느리고 탕롱을 습격해 격파하였고, 쩐 왕조의 회복을 선포하고 티엔응(天應)으로 개원하였다. 소종의 호소 하에 찐주이산, 응우옌호앙주, 찐뚜이, 쩐쩐 등 각 로(路)의 제후들이 쩐까오의 난을 평정하였다. 그러나 오래지 않아 응우옌호앙주와 찐뚜이 사이에 권력다툼으로 군사충돌이 발생했고, 마침내 쩐쩐이 응우옌호앙주를 쫓아내고 탕롱에서 조정의 정사를 장악하였다.
쩐쩐의 권세가 매우 무거웠고, 이는 소종의 시기를 불러왔다. 1518년, 소종은 쩐쩐을 궁 안으로 유인한 뒤 암살하였는데, 쩐쩐의 잔당은 이에 불만을 품고 찐뚜이와 연합하여 병사를 일으켜 반란하였다. 이들은 차례로 레방, 레조를 옹립하였다. 소종은 어쩔 수 없이 가림현(嘉林縣) 보제진(菩提津)으로 피난하였고, 막당중을 불러 어가를 구원하게 하였다. 1519년, 막당중이 레조를 격파하고 죽였으며, 쩐쩐의 잔당을 자신의 편으로 흡수하니 막당중의 권세가 날로 커졌다. 이어 막당중은 탕롱을 통제하고 조정의 정사를 장악하였다.
막당중은 탕롱을 드나들면서 천자의 의장과 시위를 사용하니 소종은 이에 불만을 품었다. 막당중도 소종을 경계하여 딸로 하여금 입시(入侍)하게 하여 소종의 행동을 감시하도록 했다. 1522년, 소종은 타인호아의 찐뚜이와 서신을 통하였고, 팜히엔(范獻), 팜트(范恕)와 함께 산서(山西) 명의현(明義縣)의 몽산(夢山)으로 달아나 제후들에게 막당중을 토벌할 것을 호소하였다. 황태후 찐티로안과 소종의 동생 레쑤언은 따라가지 않고 탕롱에 남았다. 막당중은 마침내 소종이 간신에게 납치되어 수도의 바깥에 있다고 선포하고 레쑤언을 옹립하니, 이가 공황이다.
소종이 도망갈 때만 해도 허다한 사람들의 지지가 있었지만, 환관 팜디엔(范田)의 참언을 듣고 신뢰한 것은 인심을 흩어지게 하였다. 또한 소종은 찐뚜이의 부장 응우옌박끼(阮伯紀)를 죽였는데, 찐뚜이는 이에 불만을 품고 병사를 내어 소종을 납치하여 타인호아로 오게 했고, 소종은 찐뚜이의 괴뢰가 되었다.
막당중의 통제 아래 공황은 소종을 폐위하여 타양왕(陀陽王)으로 하였다. 이후 막당중은 두 차례 공황을 데리고 찐뚜이를 공격하였고, 마침내 1525년에 타인호아를 함락해 찐뚜이를 죽였다. 소종은 탕롱으로 압송 후 수감되었다.
막당중은 찐뚜이의 세력을 완전히 멸한 뒤 제위를 찬탈하고자 하였다. 1527년, 막당중은 팜낌방(范金榜)을 시켜 소종을 죽였고, 청담현(淸潭縣, 현재 靑池縣)의 영흥릉(永興陵)에 장사지냈다. 묘호를 소종, 시호를 신황제(神皇帝)로 하였다.

## 가계

### 조부모와 부모
- 조부 : 덕종건황제(Đức Tông Kiến Hoàng Đế/德宗建皇帝) 레떤(Lê Tân/黎鑌/여빈)
- 조모 : 휘자황태후(Huy Từ Hoàng Thái Hậu/徽慈皇太后) 찐 티 뚜옌(Trịnh Thị Tuyên/鄭氏瑄/정씨선)
- 부친 : 명종철황제(Minh Tông Triết Hoàng Đế/明宗哲皇帝) 레숭(Lê Sùng/黎漴/여충)
- 모친 : 단목황태후(Đoan Mục Hoàng Thái Hậu/端穆皇太后) 찐 티 로안(Trịnh Thị Loan/鄭氏鸞/정씨란)

### 후비
- 황후(皇后) 막씨(Mạc Thị/莫氏) - 막당중의 생녀.
- 가경황태후(Gia Khánh Hoàng Thái Hậu／嘉慶皇太后) 팜 티 응옥꾸아인(Phạm Thị Ngọc Quỳnh／范氏玉瓊/범씨옥경)

### 황자
1. 황자(皇子) 레닌(Lê Ninh/黎寧/여녕) - 가경황태후 소생. 제12대 황제이자 중흥 초대황제 장종(莊宗).
2. 황자(皇子) 레히엔(Lê Hiến/黎憲/여헌) - 장종 시기의 임시황제이자 섭정왕.

## 기년
| 소종        | 원년            | 2년        | 3년        | 4년        | 5년        | 6년        | 7년        |
| ----------- | --------------- | ---------- | ---------- | ---------- | ---------- | ---------- | ---------- |
| 서력 (西曆) | 1516년          | 1517년     | 1518년     | 1519년     | 1520년     | 1521년     | 1522년     |
| 간지 (干支) | 병자(丙子)      | 정축(丁丑) | 무인(戊寅) | 기묘(己卯) | 경진(庚辰) | 신사(辛巳) | 임오(壬午) |
| 연호 (年號) | 광소(光紹) 원년 | 2년        | 3년        | 4년        | 5년        | 6년        | 7년        |

| 전임 양익제 | 제10대 대월 후 레 왕조의 황제 1516년 ~ 1522년 | 후임 공황 |